# Sergio Diduch
Sergio Diduch (Villa Ángela, provincia del Chaco, Argentina, 23 de octubre de 1976) es un exfutbolista argentino. Su último equipo fue Sportivo Italiano de Argentina, Ciudad Evita, Buenos Aires de la Primera B.

## Trayectoria
Sus orígenes fueron las inferiores de Boca Juniors donde no tuvo chances. Fue llevado a la gira por China con Maradona donde tuvo buenos entrenamientos. 
Su camada tampoco anduvo bien. Así fue que Federico Vilar, Walter del Río, Luppino y Mauricio Giganti se fueron y apenas Aníbal Matellán tuvo un poco de suerte.
Pasó por Oriente Petrolero, Centro Deportivo Olmedo (1998), Sociedad Deportivo Quito (1999), Ovarense de Portugal (2000-2001) Club Atlético Atlanta, (2002), Club Social y Deportivo Flandria (2003-2004), Sarmiento de Junín (2004) y Manta Fútbol Club. En el 2005 ficha en el Real Club Deportivo España de Honduras y estuvo ahí hasta 2006 jugó 39 partidos e hizo 8 goles. Desde 2006 hasta 2009 estuvo en Hispano Fútbol Club donde jugó 80 partidos y marcó 39 goles. Se retiró en Sportivo Italiano. Actualmente es Director técnico de Avenida Futbol Club en su ciudad natal, Villa Angela Chaco

## Clubes
| Club               | País      | Año       |
| ------------------ | --------- | --------- |
| Boca Juniors       | Argentina | 1998      |
| Deportivo Olmedo   | Ecuador   | 1998-1999 |
| Deportivo Quito    | Ecuador   | 1999      |
| Manta              | Ecuador   | 2000      |
| Ovarense           | Portugal  | 2000-2001 |
| Atlanta            | Argentina | 2002      |
| Flandria           | Argentina | 2003-2004 |
| Sarmiento de Junín | Argentina | 2004      |
| Real España        | Honduras  | 2005-2006 |
| Hispano            | Honduras  | 2006-2009 |
| Motagua            | Honduras  | 2009-2010 |
| Villa Dálmine      | Argentina | 2011-2012 |
| Sportivo Italiano  | Argentina | 2013      |

## Vida privada
Actualmente tiene dos hijos y está casado con Mariana Varela Ivanov.